# 友好園

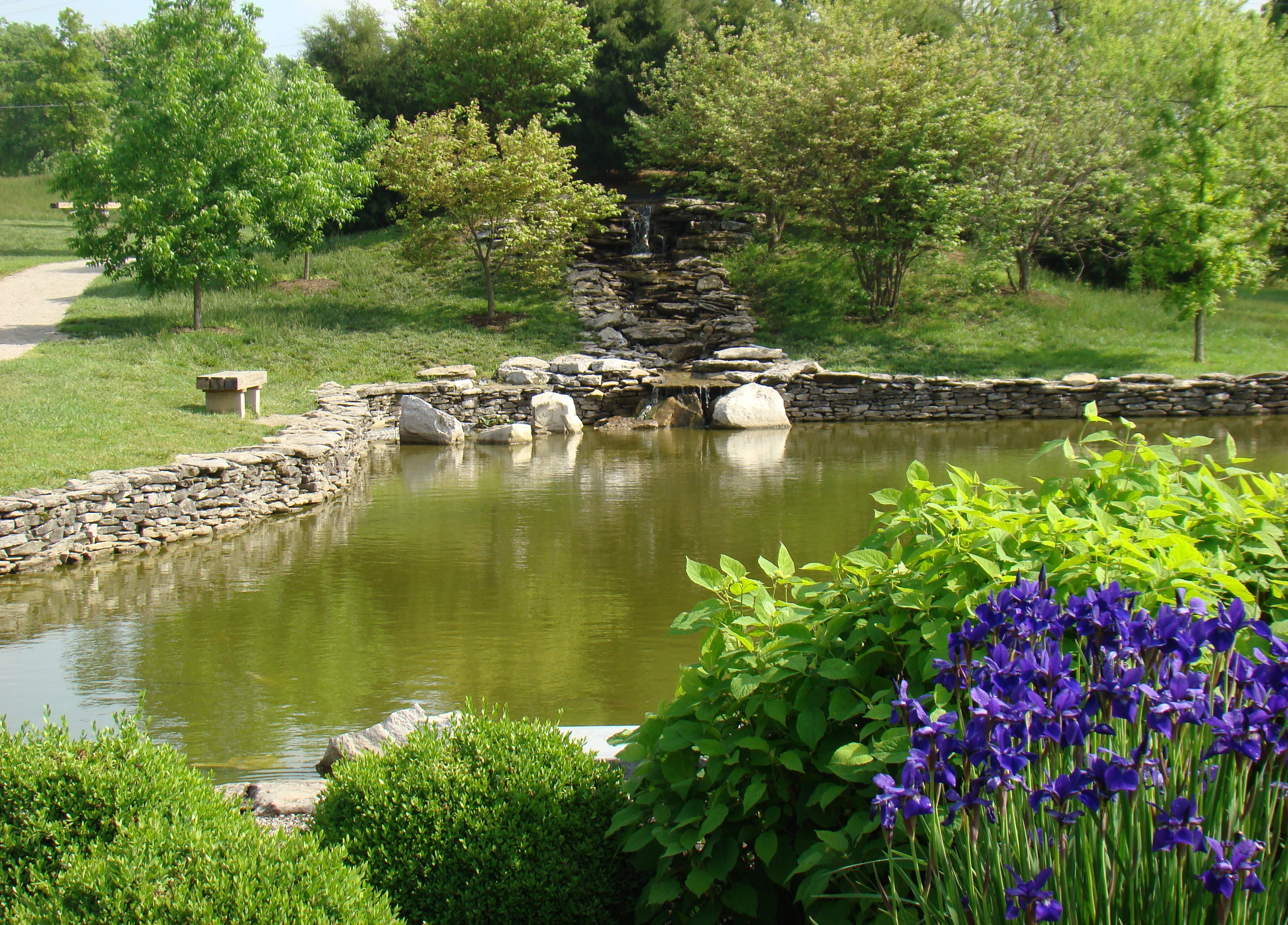
友好園

友好園（ゆうこうえん、Yuko-En on the Elkhorn）またはケンタッキー日本友好庭園（Kentucky-Japan Friendship Garden）は、ケンタッキー州ジョージタウンにある日本庭園。

## 解説
ジョージタウンはトヨタ自動車が自動車工場を開業してから日本との交流が盛んになり、人口や産業も活発化してきた。これを記念して、地域コミュニティや地域企業、ジョージタウンの姉妹都市である田原町や工場を持つトヨタ自動車や愛知製鋼などの寄付により100万ドルの建設費で2000年に作られた。この場所はもともと19世紀末に建てられた男子修道院があった場所でロビンソン知事の家族が所有していた。スコット教育地域財団（Scott Education and Community Foundation）により管理が行われている。2002年からは観光向けの建物などが追加で建設された。